# Tyson Carter
Tyson Gregory Carter (Starkville, 14 de enero de 1998) es un baloncestista estadounidense que pertenece a la plantilla del Estrella Roja de Belgrado de la Liga Serbia. Con 1,93 metros de estatura, juega en la posición de base.

## Trayectoria deportiva

### Universidad
Jugó cuatro temporadas con los Bulldogs de la Universidad Estatal de Mississippi. En la temporada 2019-20 fue el segundo máximo anotador en el equipo de MSU, ya que promedió 13,9 puntos por partido. Los 216 triples de su carrera se ubican en el quinto lugar de todos los tiempos en Mississippi State.
Se convertiría en el jugador número 40 de todos los tiempos de MSU en alcanzar la marca de los 1,000 puntos en su carrera, y él, junto con su padre Greg Carter, son el primer dúo padre e hijo en jugar en la SEC y anotar 1,000 puntos cada uno.

### Profesional
Tras no ser elegido en el draft de la NBA de 2020, el 14 de junio de 2020 se comprometió con el Lavrio B.C. de la A1 Ethniki, la primera división griega.
El 29 de diciembre de 2021, firma por el Zenit de San Petersburgo de la Superliga de Baloncesto de Rusia.
El 4 de agosto de 2022, firma por el Unicaja Málaga de la Liga ACB de España. El 19 de febrero de 2023 se convierte en campeón de la Copa del Rey y es nombrado MVP del torneo.
El 3 de julio de 2025 firma por el Estrella Roja de Belgrado de la Liga Serbia.